# LaGaylia Frazier

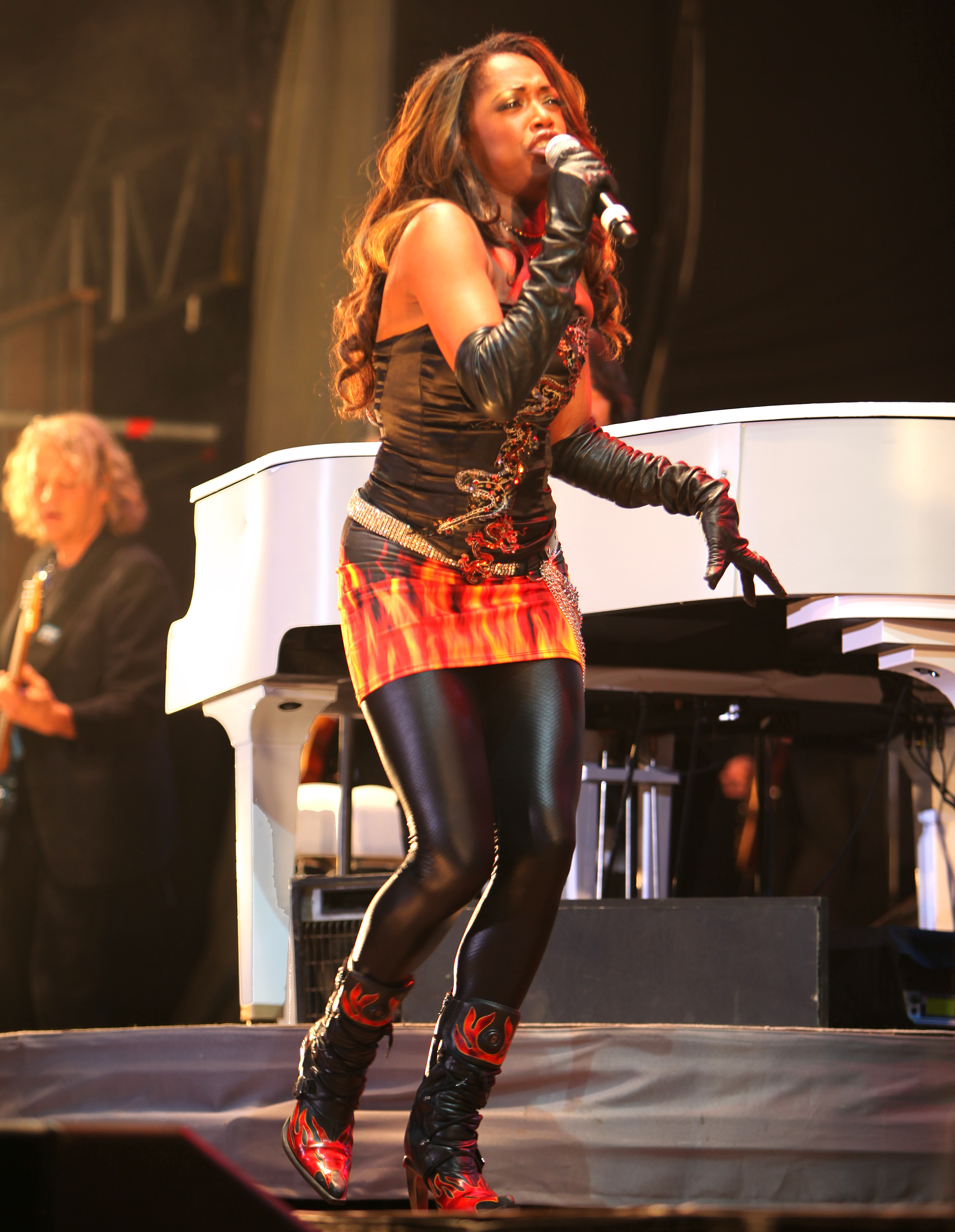
LaGaylia Frazier i "Rhapsody in Rock" på Skansen, 2009.

LaGaylia Frazier, född 16 februari 1961 i Miami, Florida, är en amerikansk-svensk sångerska som flyttade till Sverige år 2001 och har varit svensk medborgare sedan januari 2008. Hon har bland annat tävlat i Melodifestivalen och i den rumänska uttagningen till Eurovision Song Contest. Mellan 2017 och 2020 var hon en av jurymedlemmarna i underhållningsprogrammet Talang i TV4.

## Melodifestivalen
LaGaylia Frazier har tävlat två gånger i Melodifestivalen; i 2004 sjöng hon "It's In The Stars" och blev femma i sin deltävling. 2005 sjöng hon powerballaden "Nothing At All" och tog sig till Andra chansen, men lyckades inte kvalificera sig till finalen.
Under 2008 deltog Frazier i den rumänska uttagningen till Eurovision Song Contest med låten "Dr. Frankenstein" och nådde finalen den 9 februari med 174 poäng. I finalen slutade Frazier på en 10:e plats. 
Frazier vann Baltic Song Contest i Östersjöfestivalen i Karlshamn den 20 juli 2008 med sin egen sång "Over and Over Again".

## Framträdanden
Vid en jazzkonsert med Jan Lundgrens Trio på Jazzens museum i Strömsholm fick Frazier mottaga 2010 års Anita O'Day-pris.
LaGaylia har medverkat i ett flertal TV-program, i Stockholms jazzfestival och har turnerat med Putte Wickman och med Robert Wells konsertturnéer Rhapsody in Rock. LaGaylia turnerade med sitt soul-/funkband hösten 2007, våren 2008 och hösten 2009. Den 24 april 2009 tävlade hon i Så ska det låta på SVT1 tillsammans med Gabriel Forss. Under våren 2018 var hon en av deltagarna i underhållningsprogrammet Stjärnornas stjärna i TV4. År 2019 tävlade hon i Let's Dance i TV4.
Den 12 juli 2019 släppte LaGaylia singeln Stronger tillsammans med artisten Alexander Strandell. LaGaylia och Strandell uppträdde även i TV4-programmet Lotta på Liseberg den 22 juli 2019.
Sedan 2016 är hon en del av Håkan Hellströms liveband där hon har en framträdande roll i kören. 
Vid sidan om sina övriga engagemang samarbetar hon sedan 2010 med jazzpianisten Jan Lundgren och hans trio.

## Diskografi

### Album i eget namn
- 1994 – Shower Me with Love (soundtrack från filmen Specialisten)
- 2007 – LaGaylia Uncovered
- 2011 – LaGaylia in Concert (livealbum, såldes endast vid konserterna)
- 2012 – Until It’s Time (med Jan Lundgren Trio)
- 2019 - Stronger(single) Alexander Strandell & LaGaylia Frazier

## Teater

### Roller (urval)
- 2008 – Medverkande i En strut karameller – En hyllningsföreställning till Povel Ramel, regi Lotta Ramel, Vasateatern[3]
- 2008 – Medverkande i Showbusiness: A Hollywood tribute, regi Roine Söderlundh, Grand Hôtel, Stockholm[4]

## Familj
LaGaylia Frazier är dotter till musikern Hal Frazier.